# Висарион Слепченски
Висарион Слепченски е български духовник и книжовник от XVI век.

## Биография
Висарион е роден около началото на XVI век. Във втората четвърт – средата на века развива книжовна дейност в Слепченския манастир, успоредно с Висарион Дебърски. Между 1549 и 1551 година приема схима с името Варлаам.
Известни са 5 написани от него ръкописа:
- Огласителни поучения на Кирил Александрийски (НБКМ. № 305), 1547 г.;
- Житие на Йоана Златоуст с допълнителни статии (НБКМ. № 306), 1548 г.;
- Четвероевангелие (НБС. Рс. 102), 1548 г.;
- Стишен пролог за септември – февруари (ГИМ. Хлуд. № 192), 1551 г.;
- Стишен пролог за март – август, частично за март и юли (НБКМ. № 1041), 1554 г.[1]

В правописа на книгите на Висарион има следи от среднобългарски правопис, възходящ може би към оригиналите им.
Дейността на двамата съименници монаси в Слепченския манастир е непосредствено свързана с реализацията на програмата на архиепископ Прохор Охридски (1528/29 – 1550) за възраждане и разпространение на славянската книжовност в епархията. Критериите за различаване на ръкописите на двамата Висарионовци са изработени от С. Николова.